# Les Irois
Les Irois (Haïtiaans-Creools: Lèziwa) is een stad en gemeente in Haïti met 23.400 inwoners. De plaats ligt op de westelijke punt van het schiereiland Tiburon. De gemeente maakt deel uit van het arrondissement Anse-d'Hainault in het departement Grand'Anse.
Les Irois wordt door enkele bergen afgesneden van de rest van Haïti. Tot er in de jaren '80 een weg werd aangelegd, was het slechts per boot te bereiken. Alles moet van ver aangevoerd worden. Het is 4,5 uur rijden naar de stad Les Cayes, over een slechte weg die vaak overstroomd is.
Er is geen waterleiding. Vrouwen moesten vaak uren lopen om water te halen. Recentelijk is er een systeem van kanalisering opgezet, waarmee drinkwater wordt aangevoerd. Er is een elektriciteitsgenerator, die 4 lampen in het gemeentehuis van stroom voorziet.
De meeste landbouw wordt bedreven in de valleien tussen de bergen. Er wordt met name cacao verbouwd.

## Indeling
De gemeente bestaat uit de volgende sections communales:
| Nr. | Naam             | Km²   | Inw.2015 |
| --- | ---------------- | ----- | -------- |
| 1   | Matador (Jorgue) | 71,62 | 13.032   |
| 2   | Belair           | 37,32 | 5.532    |
| 3   | Garcasse         | 21,39 | 4.810    |